# 大和田廣樹
大和田 廣樹（おおわだ ひろき、1963年 - ）は、日本のプロデューサー。IT企業経営者。株式会社ドリームキッド代表取締役社長。株式会社ECBOスクエア代表取締役会長

## 経歴
- 1996年12月 株式会社インターネット総合研究所（IRI）を藤原洋等と設立。取締役COOとなる。
- 1999年12月 IRIは東証マザーズ第1号上場会社となる。
- 2002年4月 IRIの子会社として株式会社ブロードバンドタワー（BBT）を設立し、代表取締役CEOとなる。
- 2004年2月 ライブドアの堀江貴文らとネットシネマを手がける株式会社ブロードバンドピクチャーズを設立。
- 2005年8月 BBTは大証ヘラクレスに上場。
- 2015年3月 取締役を務める株式会社イードが東証マザーズに上場。
- 2019年1月 BBTのデータセンター事業への経営リソースの集中のためグループ再編を行い、株式会社IOTスクエアはIRIの完全子会社となる。
- 2019年9月 株式会社IoTスクエア代表取締役会長になる。
- 2020年4月 株式会社IoTスクエアは、SBIインベストメント株式会社の投資ファンド「SBI AI&Blockchain 投資事業有限責任組合」から2億円の資金調達を行う。
- 2020年11月 株式会社IoTスクエアは、事業をチケット事業に集中し、社名を「株式会社ECBOスクエア」に変更する。
- 2021年12月 ECBOスクエアは、楽天グループからの出資を受ける。

## プロデューサー作品

### 劇場公開映画
- 2006年 もんしぇん 山本草介監督
- 2007年 寄子 モナコ国際映画祭2部門受賞。棚木和人監督
- 2007年 ドルフィンブルー 前田哲監督
- 2007年 松ヶ根乱射事件 東京国際映画祭コンペティション部門ノミネート。山下敦弘監督
- 2007年 カインとアベル 林海象監督
- 2008年 ぐるりのこと。日本アカデミー最優秀主演女優賞ほか多数受賞。橋口亮輔監督
- 2009年 ニセ札 木村祐一監督
- 2009年 THE CODE/暗号 東京国際映画祭日本映画ある視点部門 ノミネート。林海象監督
- 2009年 GOEMON 紀里谷和明監督
- 2010年 引き出しの中のラブレター 三城真一監督
- 2010年 酔いがさめたら、うちに帰ろう。 東陽一監督
- 2012年 『毎日がアルツハイマー』 （監督：関口裕加）アソシエイトプロデューサー
- 2014年 日台合作映画 南風 萩生田宏治監督
- 台湾政府より2015台湾観光貢献賞を授与
- 2016年 ディストラクション・ベイビーズ （監督：真利子哲也）　第69回ロカルノ国際映画祭（2016年） 新進監督コンペティション部門・最優秀新進監督賞（真利子哲也） 第38回ナント三大陸映画祭（2016年） 銀の気球賞（準グランプリ）
- 2020年 幻冬舎より小説『氷彗星のカルテット』を出版
- 2020年 癒しのこころみ〜自分を好きになる方法〜 （監督：篠原哲雄）
- 2020年 『BOLT』(監督：林海象　主演:永瀬正敏)のプロデューサー
- 2023年　『シェアの法則』（監督：久万真路 主演：小野武彦・貫地谷しほり）エグゼクティブプロデューサー
- 2024年　『風の奏の君へ』（監督：大谷健太郎　主演：松下奈緒）エグゼクティブプロデューサー

### テレビ・ネットドラマ
- 2006-2007年 探偵事務所5シリーズ50本
- 2010年 日台合作ドラマ『木蘭花』アリス監督
- 2018年 『私はヒーロー それともヴィラン？ ～よみがえれ勝連城～』杉山嘉一監督